# Circumcizia lui Isus
Circumcizia lui Iisus Hristos este un eveniment prezentat în Biblie, în Evanghelia după Luca, prin care Iisus a fost tăiat împrejur în ziua a opta de la nașterea sa, după legea Vechiului Testament:
„ Și când s-au împlinit opt zile, ca să-L taie împrejur, I-au pus numele Iisus, cum a fost numit de înger, mai înainte de a se zămisli în pântece. ”—Evanghelia după Luca 2:21

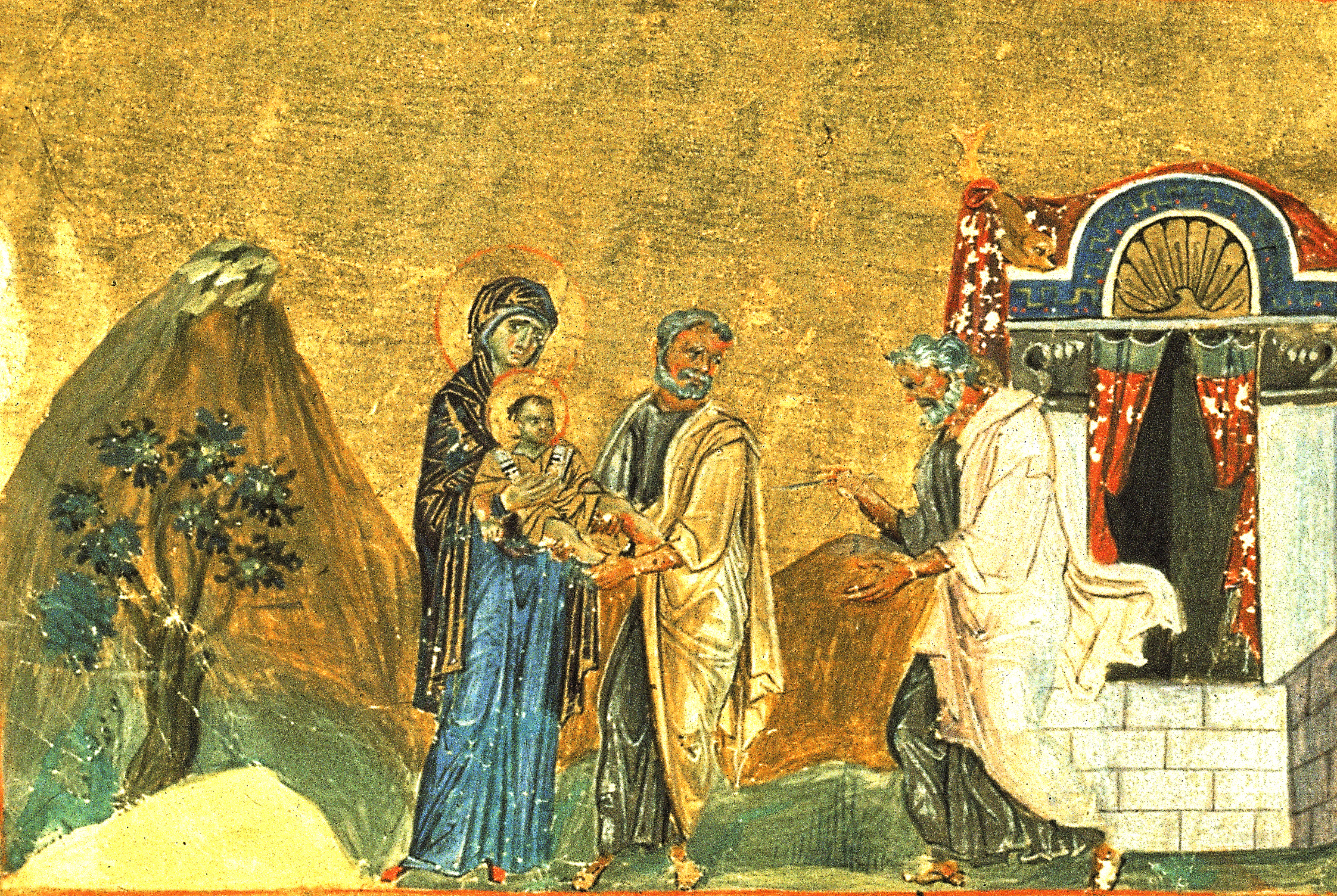
Circumcizia lui Iisus, Menologul lui Vasile al II-lea al Bizanțului, 979-984.

Evenimentul este sărbătorit la 1 ianuarie de către Biserica Ortodoxă de rit nou și Biserica Catolică, iar pe 14 ianuarie de către Biserica Ortodoxă de rit vechi.
Creștinii nu practică circumcizia pe baza învățăturilor  Apostolului Pavel:
„Tăierea împrejur nu este nimic; și netăierea împrejur nu este nimic, ci paza poruncilor lui Dumnezeu. ”—Corinteni 7:19